# 이야 사비나
이야 사비나(러시아어: Ия Саввина, 영어: Iya Savvina, 1936년 3월 2일 ~ 2011년 8월 27일)는 소련의 배우이다.

## 출연 작품
- 개를 데리고있는 부인 (1960)